# Messier 50
A Messier 50 (más néven M50, vagy NGC 2323) egy nyílthalmaz az Egyszarvú csillagképben.

## Felfedezése
Az M47 nyílthalmazt Charles Messier francia csillagász 1772. április 5-én fedezte fel, majd katalogizálta. Valószínűsíthető, hogy Giovanni Domenico Cassini már korábban, 1711 előtt észlelte az objektumot.

## Tudományos adatok
Az M50 legfényesebb csillaga B8 (más források szerint B6) színképtípusú. A halmaz becsült kora 78 millió év.

## Megfigyelési lehetőség
Az M50 az Egyszarvú csillagképben található, közel a Nagy Kutya csillagkép felé eső határához. Megfelelő körülmények között szabad szemmel is észlelhető. 10x40-es látcsővel már feloldható, 10 cm-es refraktorral pedig remekül látható a kör alakú nyílthalmaz. A legfényesebb csillagjai szív alakú ábrát rajzolnak ki.